# إميليو م غارزا
إميليو م غارزا (بالإنجليزية: Emilio M. Garza)‏ (و. 1947 – م)هو محامي، وقاضي من الولايات المتحدة الأمريكية . ولد في سان أنطونيو، تكساس .

## التعليم
تعلم في نوتردام، وجامعة تكساس، أوستن.